# Liste der Mitglieder der Deutschen Akademie der Naturforscher Leopoldina/1711
Die Liste der Mitglieder der Deutschen Akademie der Naturforscher Leopoldina für 1711 enthält alle Personen, die im Jahr 1711 zum Mitglied ernannt wurden. Insgesamt gab es fünf gewählte Mitglieder.

## Mitglieder
| Nr. | Name                    | Beiname       | Geboren       | Aufnahme | Gestorben     | Bild | Datenbank |
| --- | ----------------------- | ------------- | ------------- | -------- | ------------- | ---- | --------- |
| 287 | Leonhard Hurter         | Diophantus I. |               | 6. Apr.  |               |      | 3939      |
| 288 | Johann Heinrich Helcher | Hierotheus    | 9. Mai 1672   | 24. Jun. | 30. Okt. 1729 |      | 3746      |
| 289 | Samuel Battierius       | Erotianus I.  | 23. Jan. 1667 | 26. Aug. | 24. Apr. 1744 |      | 1591      |
| 290 | Johann Matthias Müller  | Gorgias I.    | 1677          | 9. Dez.  | 1725          |      | 5758      |
| 291 | Johann Conrad Michaelis | Sophokles     |               | 18. Dez. |               |      | 5656      |